# Barclay (Nevada)
Barclay é uma comunidade não incorporada no condado de Lincoln, estado do Nevada, nos Estados Unidos. Originalmente foi um povoado mormon no século XIX, tem poucos habitantes e surge em muitas listas como cidade fantasma.  Os principais edifícios da vila incluem o velho cemitério mormon, uma estação de correio e uma escola. A National Mustang Association possuem um rancho na área que serve como santuário para cavalos selvagens.